# Batus barbicornis
Batus barbicornis is een keversoort uit de familie van de boktorren (Cerambycidae). De wetenschappelijke naam werd gepubliceerd in 1764 door Linnaeus.